# Partyzantka w wojnie ojczyźnianej 1812 roku

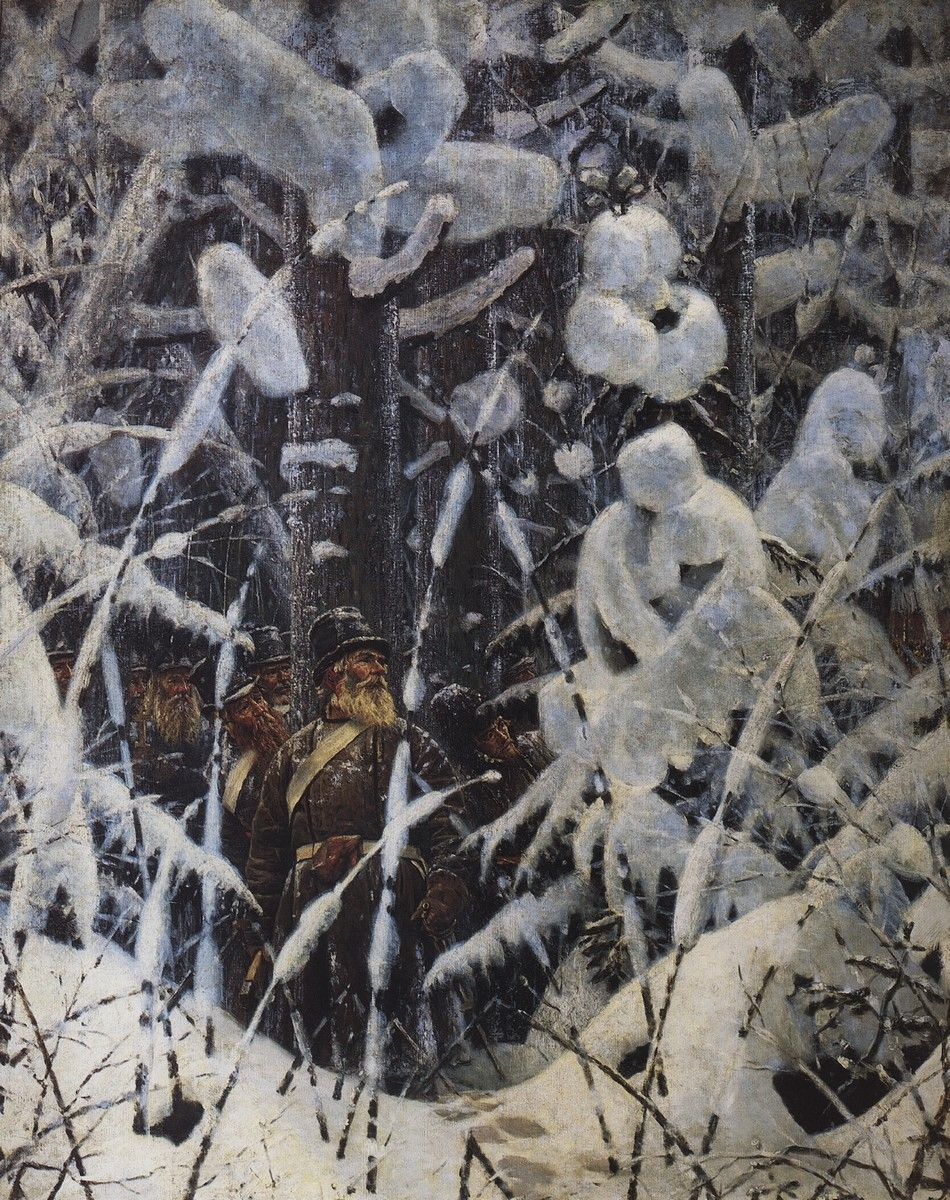
Nie atakuj! – Niech podejdą z cyklu 1812 rok, autorstwa Wasilija Wierieszczagina. Zasadzka była jednym ze skuteczniejszych sposobów niszczenia francuskich wojsk

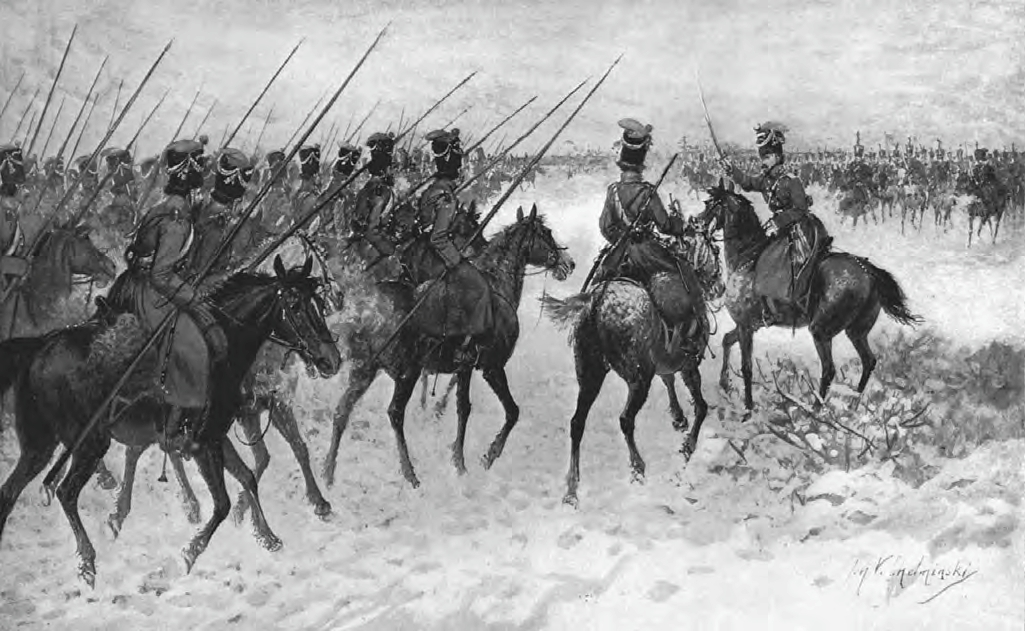
Kozacy ze spisami atakujący z zaskoczenia, byli bardzo groźnymi przeciwnikami dla Francuzów

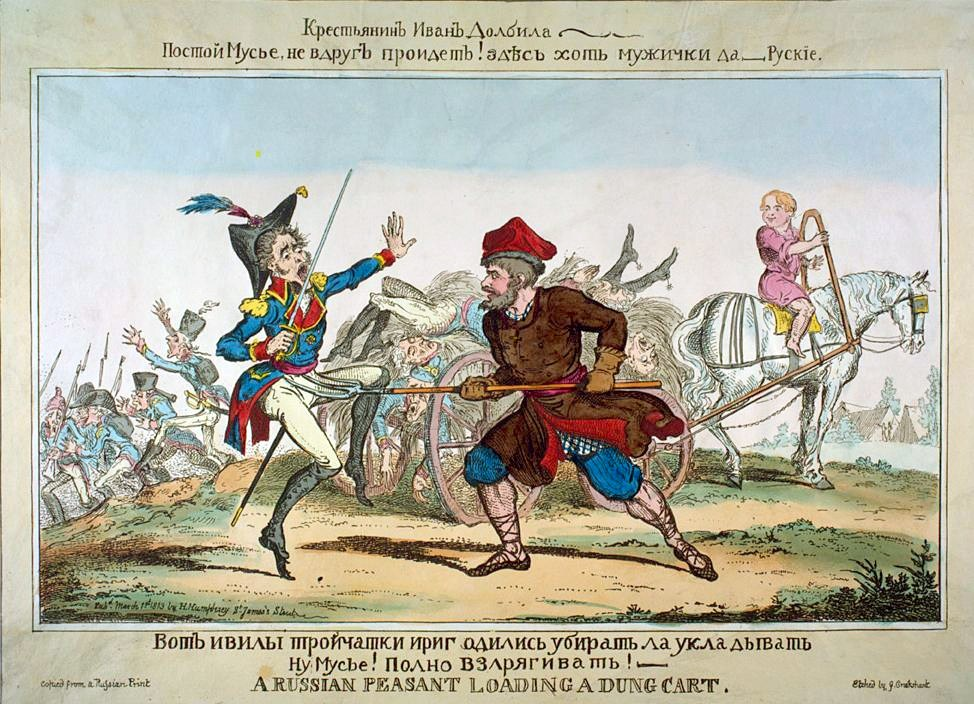
Rosyjski chłop wbija widły we francuskiego oficera

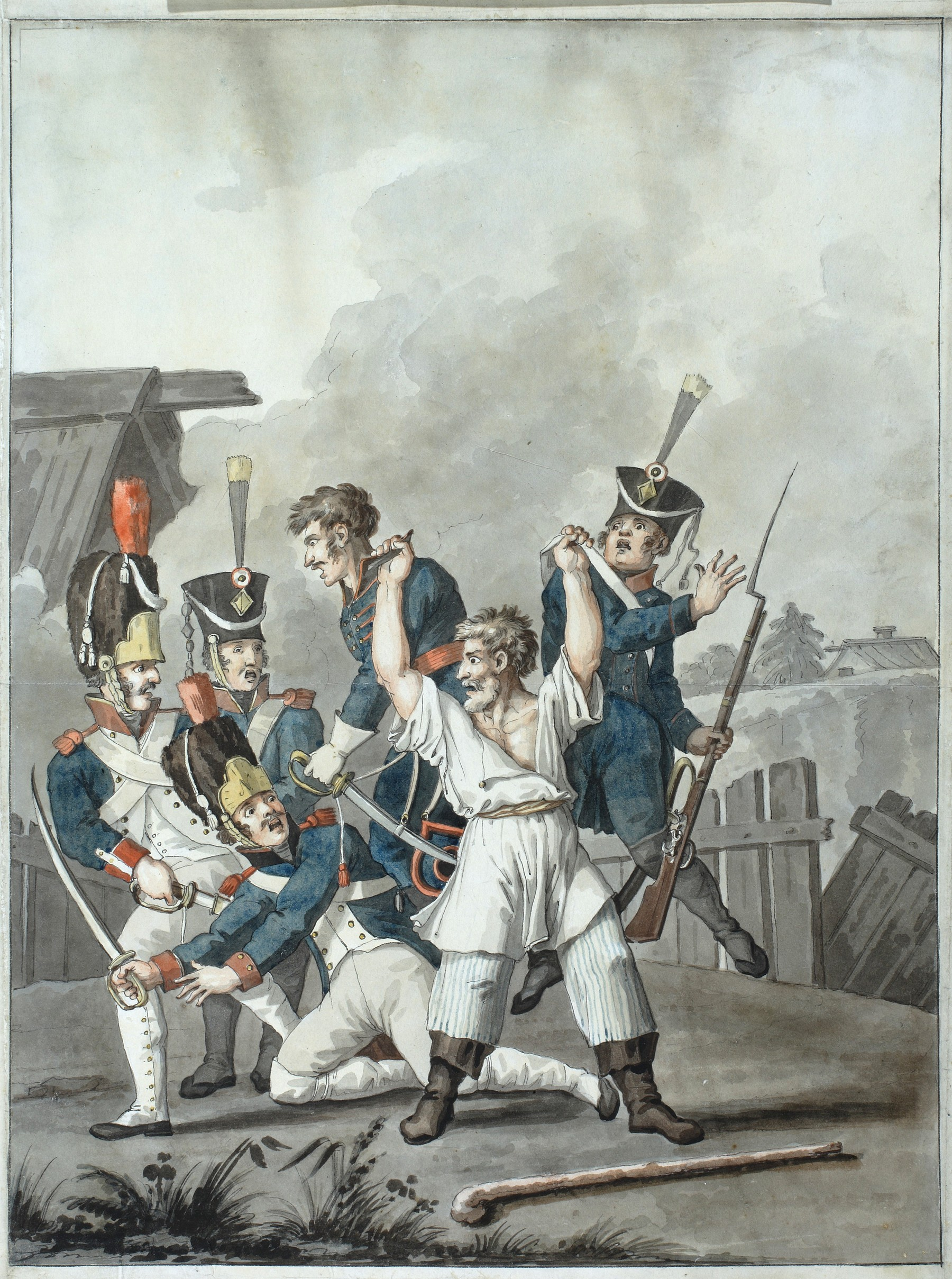
Rosyjski chłop walczy z francuskimi dragonami

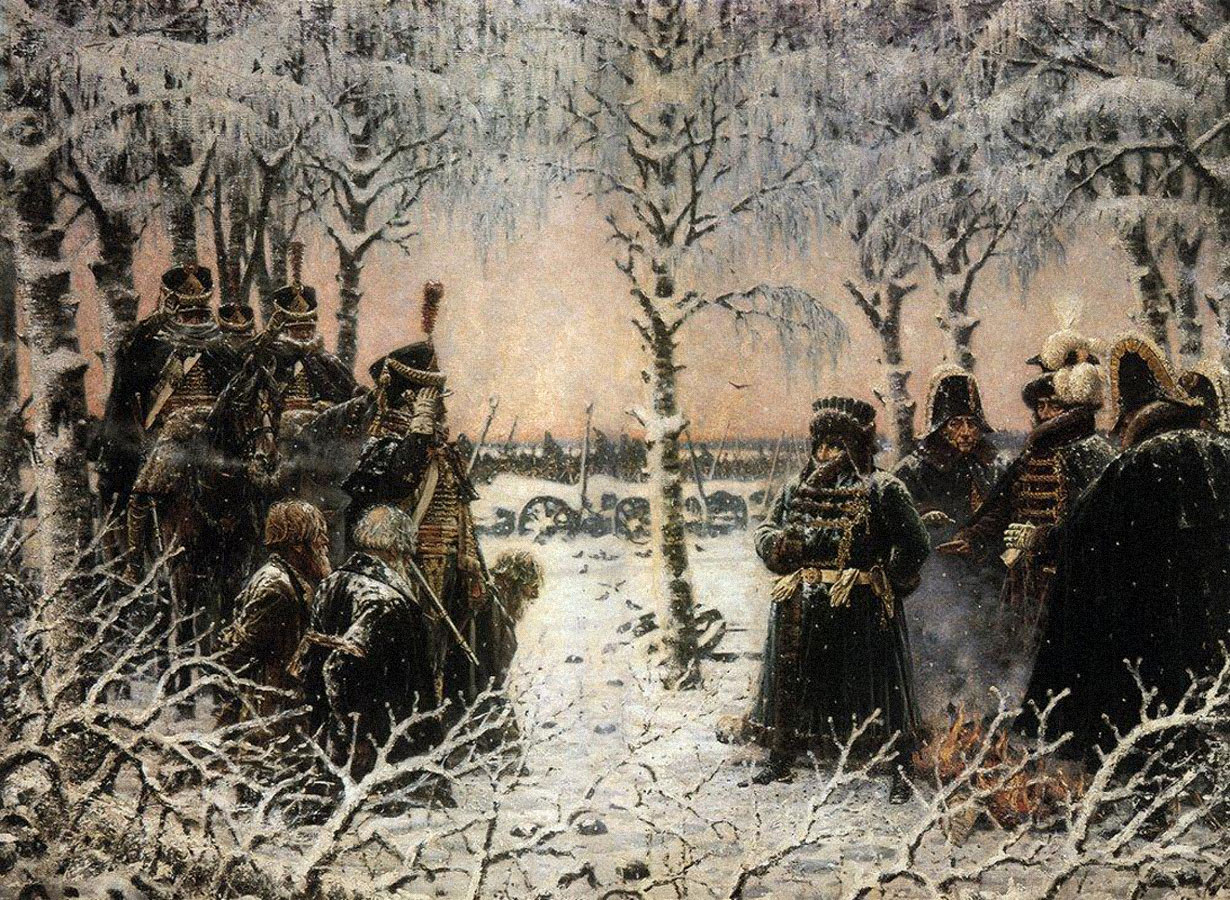
Z bronią w ręku – rozstrzelać!, z cyklu 1812 rok, autorstwa Wierieszczagina. Cesarz Napoleon wydaje rozkaz rozstrzelania schwytanych rosyjskich chłopów

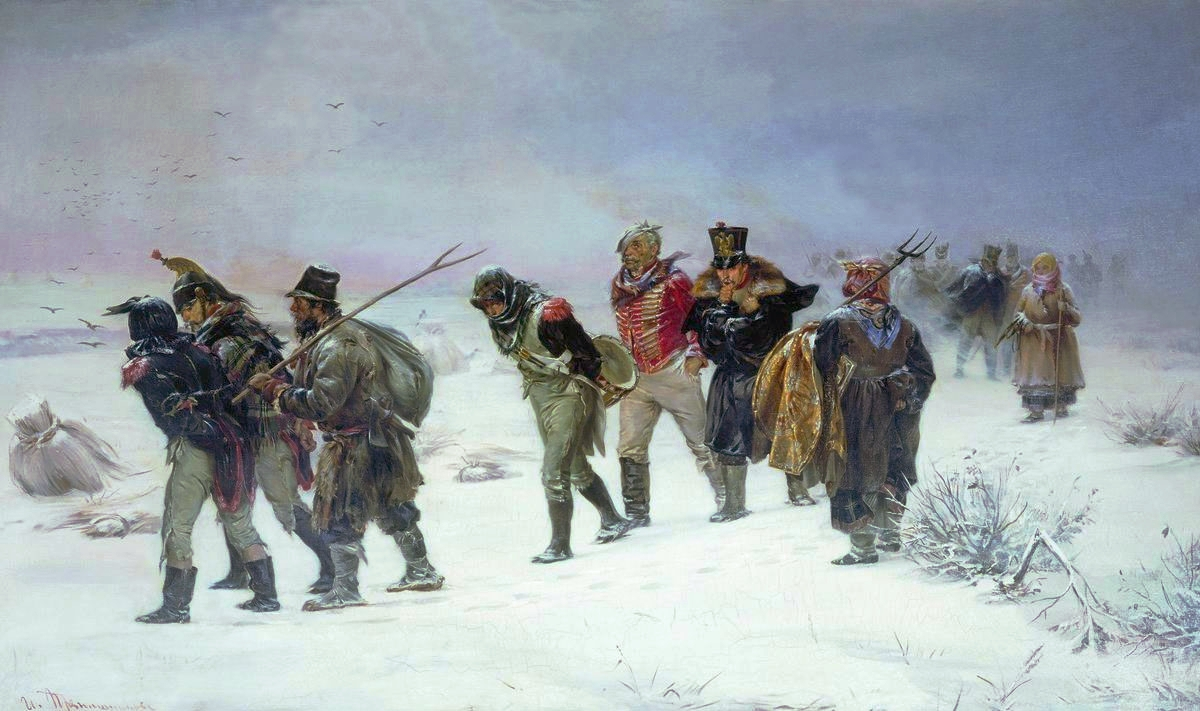
Rosyjscy chłopi uzbrojeni w widły, konwojują francuskich żołnierzy – obraz Iłłariona Prianisznikowa

Partyzantka w wojnie ojczyźnianej 1812 roku – konflikt zbrojny między wielonarodową Wielką Armią cesarza Napoleona a rosyjskimi partyzantami podczas inwazji na Rosję w 1812 roku. Siły partyzanckie składały się z oddziałów Cesarskiej Armii Rosyjskiej działających na tyłach wojsk napoleońskich, rosyjskich żołnierzy którzy uciekli z niewoli i ochotników z miejscowej ludności.
Wojna partyzancka była jedną z trzech głównych form wojny narodu rosyjskiego przeciwko francuskiej inwazji, obok biernego oporu (niszczenie żywności i paszy, podpalanie własnych domów, wycofywanie się do lasów) i masowego udziału w lokalnych milicjach. Charakterystyczną cechą tej wojny był udział w niej tak zwanych oddziałów lotnych, utworzonych z kawalerii i Kozaków na rozkaz generała Michaiła Kutuzowa, dowodzonych przez regularnych oficerów armii i operujących blisko wroga, a także wywiadu wojskowego oraz chłopskich oddziałów samoobrony, które powstawały spontanicznie z okolicznych mieszkańców (nie tylko, ale głównie chłopów) i zajmowały się obroną swoich wsi i miasteczek przed niewielkimi oddziałami Francuzów i ich sojuszników.

## Oddziały armii regularnej i Kozaków
Od czerwca do sierpnia 1812 roku armia napoleońska, ścigając wycofujące się wojska rosyjskie, przebyła około 1200 kilometrów od Niemna do Moskwy. W rezultacie jej linie komunikacyjne były bardzo rozciągnięte. Biorąc pod uwagę ten fakt, dowództwo armii rosyjskiej postanowiło stworzyć mobilne oddziały do działań na tyłach i na liniach komunikacyjnych wroga, aby uniemożliwić mu dostawy zaopatrzenia i zniszczyć jego mniejsze oddziały.
Pierwsze oddziały partyzanckie powstały jeszcze przed bitwą pod Borodinem. 23 lipca, po połączeniu się z generałem Piotrem Bagrationem pod Smoleńskiem, generał Michaił Barclay de Tolly utworzył lotny oddział partyzancki składający się z kazańskich dragonów, trzech pułków Kozaków dońskich i stawropolskich Kałmuków pod generalnym dowództwem generała Ferdinanda von Wintzingerodego, który miał działać przeciwko francuskiej lewej flance i zapewniać łączność z korpusem generała Piotra Wittgensteina. Ważnym źródłem informacji okazał się również lotny oddział Wintzingerodego. W nocy z 26 na 27 lipca Barclay de Tolly otrzymał wiadomość od Wintzingerodego z Wieliża o planach Napoleona, aby przejść z Porzecza do Smoleńska, by w ten sposób odciąć drogę ucieczki armii rosyjskiej. Po bitwie pod Borodinem oddział Wintzingerodego został wzmocniony trzema pułkami kozackimi i dwoma batalionami jegrów. W bitwie pod Zwienigorodem lotny oddział opóźnił natarcie dużych sił francuskich, a następnie kontynuował działania na flankach wroga, rozbijając go na mniejsze oddziały.
Najsłynniejszym dowódcą partyzantów w armii rosyjskiej był poeta Denis Dawydow. Pięć dni przed bitwą pod Borodinem przedstawił generałowi Bagrationowi plan, który polegał na wykorzystaniu rozbudowanej łączności Napoleona do działania na jego tyłach i dokonywania nagłych wypadów na jego magazyny, kurierów i tabory z żywnością. Generał Kutuzow zezwolił, by Dawydow otrzymał 50 huzarów i 80 Kozaków. Z tymi siłami Dawydow udał się na tyły armii napoleońskiej. Na początku września, wraz z tą grupą, zaatakował francuski transport 30 wozów z osłoną 225 żołnierzy w drodze do Cariowego-Zajmiszcza. Cały transport został zdobyty a osłona zniszczona, z wyjątkiem 100 żołnierzy wziętych do niewoli. Wkrótce schwytano kolejny konwój. Następnie oddział Dawydowa znacznie się powiększył – dołączyli do niego rosyjscy żołnierze i chłopi zbiegli z niewoli.
Operacje za liniami wroga bez wsparcia miejscowej ludności były niemożliwe. Jednak początkowo Dawydow miał trudności ze znalezieniem wspólnego języka z chłopami. Do każdej wsi podchodził ostrożnie, gdyż uzbrojeni chłopi strzegący swoich wiosek, widząc mundury wojskowe, napadali na partyzantów, którzy musieli najpierw udowodnić, że są żołnierzami rosyjskimi. Stopniowo poprawiały się stosunki z ludnością, a Dawydow zaczął przeprowadzać skuteczne operacje wojskowe. Pod koniec września jego oddział został wzmocniony przez przybyły znad Donu pułk starszyny Popowa. Dzięki grupie liczącej 200–300 osób Dawydow wywoływał panikę i rozbijał większe oddziały wroga, zdobywał konwoje, odbijał rosyjskich jeńców i czasami zdobywał również broń.
Po odwrocie z Moskwy generał Kutuzow wysłał partyzantów na wszystkie kierunki frontu z rozkazem, przemieszczania się z miejsca na miejsce, aby atakować nagle i działając grupowo lub osobno, wyrządzać wrogowi wszelkiego rodzaju szkody. Oddziały te rzadko przekraczały 500 osób i składały się głównie z oddziałów kozackich, z niewielką liczbą regularnej jazdy. W poszczególnych epizodach wojny kilka oddziałów partyzanckich, po połączeniu swoich sił, było w stanie poradzić sobie z dużymi formacjami wojskowymi wroga. Główną siłą lotnych oddziałów partyzanckich były pułki kozackie i sotnie. Chłopi porozumiewali się z partyzantami i ich dowódcami o wiele łatwiej niż z regularnymi oddziałami wojska. Pomoc chłopstwa na samym początku ruchu partyzanckiego była dla partyzantów szczególnie ważna. Chłopi tropili poszczególne oddziały wroga, eksterminowali francuskich maruderów, a także dostarczali oddziałom partyzanckim żywność i paszę dla koni.

## Chłopskie oddziały partyzanckie
W miarę jak armia francuska wkraczała w głąb Rosji, gdy rosła przemoc ze strony wojsk napoleońskich, po pożarach w Smoleńsku i Moskwie, po spadku dyscypliny w armii napoleońskiej i przekształceniu znacznej jej części w bandę rabusiów i gwałcicieli, ludność Rosji zaczęła przechodzić od biernego do czynnego oporu wobec wroga. Rosyjscy żołnierze uciekający z niewoli oraz ochotnicy spośród miejscowej ludności, podjęli inicjatywę organizowania samoobrony i formowania chłopskich oddziałów partyzanckich, uzbrojonych w broń zdobyczną i plebejską. 
Za swoje zasługi poszczególni chłopi otrzymywali nagrody w postaci Krzyży Świętego Jerzego i inne odznaczenia, ale chłopstwo jako całość pozostało niedocenione. Najwłaściwszą nagrodą za poświęcenie chłopów dla Rosji w tym momencie byłoby oczywiście wyzwolenie ich z poddaństwa, ale cesarz Aleksander tego nie uczynił.

## Podsumowanie
W rosyjskiej i radzieckiej literaturze popularnonaukowej na temat wojny ojczyźnianej 1812 roku, przyjął się pogląd że udział chłopów i partyzantów w zniszczeniu Napoleona i jego Wielkiej Armii był obok strategii rosyjskiej armii, decydujący o zwycięstwie, co jest tylko częściowo zgodne z faktami. Partyzanci, chłopi i Kozacy atakowali, zabijali i brali do niewoli w ogromnej większości grupy zdemoralizowanych, odłączonych od Wielkiej Armii i często nieuzbrojonych żołnierzy. Rosyjska partyzantka prawie nigdy nie atakowała francuskich oddziałów idących w szyku i gotowych do odparcia uderzenia; atakowała natomiast niezdyscyplinowanych i nieuzbrojonych ludzi idących za armią i wokół niej mających ze sobą wozy ze zdobyczą wojenną, którzy byli łatwym łupem dla partyzantów.